# Mahnung (Deutschland)
Eine Mahnung, bei Entgeltforderungen auch als Zahlungserinnerung bezeichnet, ist die bestimmte und eindeutige Aufforderung des Gläubigers an den Schuldner, die geschuldete und fällige Leistung zu erbringen. Sie erfolgt einseitig durch den Gläubiger und ist empfangsbedürftig durch den Schuldner.

## Zweck
Die Mahnung ist in der Regel (neben Bestehen eines fälligen Anspruchs aus einem Schuldverhältnis und Nichtleistung trotz Gelegenheit durch den Schuldner) Voraussetzung für den Verzug des Schuldners (§ 286 Abs. 1 Satz 1 BGB). Sie dient dem Schutz des Schuldners, damit dieser die negativen Folgen des Verzugs abwenden kann.

## Form
Die Mahnung muss zu ihrer Wirksamkeit vom Schuldner empfangen werden; sie ist allerdings nicht an eine bestimmte Form gebunden.

„Als verzugsbegründende Mahnung genügt jede eindeutige und bestimmte Aufforderung, mit der der Gläubiger unzweideutig zum Ausdruck bringt, daß er die geschuldete Leistung verlangt.“

Die Mahnung muss sich hierbei hinsichtlich Umfang, Leistungsort sowie Art und Weise genau auf die geschuldete Leistung beziehen. Das Wort „Mahnung“ muss dabei nicht genannt werden, so dass es sich zum Beispiel auch bei einer so benannten „Erinnerung“ um eine Mahnung handelt. Dem gegenüber ist die Bitte um Mitteilung, wann mit Leistung gerechnet werden kann, keine Mahnung. Im Weiteren ist auch eine Fristsetzung oder das Androhen bestimmter Folgen bei Nichtleistung nicht notwendig.

### Umfang
Mahnt der Gläubiger einen zu geringen Umfang gegenüber der tatsächlichen Schuld an, so tritt der Verzug nur gegenüber dem angemahnten Teil ein. Umfasst die Mahnung mehr als tatsächlich geschuldet wird oder wird etwas anders angemahnt, kommt es im Einzelfall darauf an, ob der Schuldner aus der Mahnung durch Auslegung erkennen kann, zu welcher Leistungserbringung er nun aufgefordert worden ist.

### Zusätzliche Besonderheiten bei Geldforderungen
Wird eine Geldforderung gemahnt, ist der geforderte Geldbetrag in der Mahnung zu beziffern. Ausgenommen hiervor sind nur die Fälle einer Stufenmahnung, bei der die Höhe der Forderung noch unbestimmt ist, gleichzeitig aber ein fälliger Anspruch auf Auskunft besteht (beispielsweise bei Anspruch auf einen Pflichtteil) sowie bei Schmerzensgeldforderungen, wenn ausreichend konkrete Fakten geliefert werden, aus der sich die Höhe der Forderung berechnen lässt.

## Zeitpunkt
Die Mahnung ist nur dann wirksam, wenn sie tatsächlich erst nach dem Eintritt der Fälligkeit erfolgt. Davon kann nur insoweit abgewichen werden, als die Handlung, die zur Fälligkeit der Forderung führt, mit der Mahnung zusammengelegt wird. So kann beispielsweise die Mahnung mit der Rechnung verbunden werden.
Mahnungen für noch nicht fällige Forderungen sind ausschließlich auf die zukünftigen Raten bei Dauerschuldverhältnissen und Unterhaltsleistungen möglich.

## Folgen
Spätestens nach Zugang einer Mahnung gerät der Schuldner bei weiterer Nichtleistung trotz Möglichkeit in Verzug.
Die Folgen einer Mahnung werden auch durch Erhebung der Leistungsklage oder die Zustellung eines Mahnbescheids im Mahnverfahren erreicht (§ 286 Abs. 1 Satz 2 BGB).
Bei Geschäften unter Kaufleuten können Zinsen auch ohne Mahnung gefordert werden (§ 353 Satz 1 HGB).

## Verzug ohne Mahnung

### Ausnahmen von der Notwendigkeit einer Mahnung
Eine Mahnung als Voraussetzung für den Verzug des Schuldners ist entbehrlich, wenn
- durch vertragliche Vereinbarung mit dem Schuldner für die Leistung eine Zeit nach dem Kalender eindeutig bestimmt ist (§ 286 Abs. 2 Nr. 1 BGB). Dies kann beispielsweise durch Formulierungen wie „Leistung am 15. Mai“ oder „Leistung in der 20. Kalenderwoche“ erreicht werden. Der Schuldner kennt in dem Fall den Leistungszeitpunkt durch die vorherige Vereinbarung, womit er den Schutz der Mahnung nicht bedarf.
- sich durch vertragliche Vereinbarung mit dem Schuldner für die Leistung eine angemessene Zeit nach einem vorausgehenden Ereignis kalendermäßig berechnen lässt (§ 286 Abs. 2 Nr. 2 BGB). Das in der Zukunft liegende Ereignis kann beispielsweise die Lieferung oder der Zugang der Rechnung sein. Die angemessene Zeit berechnet sich dann mit Hilfe eines Kalenders von diesem Ereignis an. Dieser Fall kann beispielsweise durch Formulierungen wie „Leistung innerhalb von 14 Tagen nach Lieferung“ oder „Leistung innerhalb von zwei Wochen nach Erhalt der Rechnung“ erreicht werden. Auch in dem Fall bedarf der Schuldner den Schutz der Mahnung nicht mehr, insofern die vereinbarte Zeit, die nach dem Eintritt des Ereignisses bleibt, angemessen ist.
- der Schuldner die Leistung ausdrücklich und unmissverständlich endgültig verweigert (§ 286 Abs. 2 Nr. 3 BGB). Aussagen wie zum Beispiel: „Von mir bekommen Sie nichts,“ lassen eine Mahnung sinnlos werden, der Verzug tritt unmittelbar mit der Verweigerung ein.
- unter Abwägung der beiderseitigen Interessen der sofortige Eintritt des Verzugs gerechtfertigt ist (§ 286 Abs. 2 Nr. 4 BGB). Hierzu gehören u. a.
  - die Fälle, die aufgrund besonderer Eilbedürftigkeit den sofortigen Eintritt des Verzugs rechtfertigen (§ 133, § 157 BGB). In diesen Fällen ist sich der Schuldner bewusst, dass er zur sofortigen Leistung veranlasst ist und das Ausbleiben seiner Leistung Folgen haben wird (beispielsweise bei der Zusage einen Wasserrohrbruch sofort zu reparieren).
  - die Rücklastschrift, bei der es sich um eine fahrlässige Pflichtverletzung des Schuldners handelt (BGH, 8. März 2005, XI ZR 154/04). Die Lastschriftabrede stellt eine ausdrückliche Vereinbarung dar, die dazu führt, dass der Schuldner zum Fälligkeitszeitpunkt den Schuldbetrag in Form einer ausreichenden Deckung auf dem entsprechenden Girokonto bereithalten muss.[5]
  - die Selbstmahnung, bei der sich der Schuldner treuwidrig verhält (§ 242 BGB). Diese liegt vor, wenn
    - der Schuldner durch ständig neue Leistungsversprechen und/oder unwahre Behauptungen den Gläubiger vom Mahnen abhält (beispielsweise: „Die Lieferung geht am Montag raus,“ oder „Die Überweisung ist heute erfolgt.“).
    - der Schuldner sich durch ständiges Wechseln des Wohnsitzes dem Zugang der Mahnung entzieht.
    - der Schuldner wissentlich eine andere Leistung als die geforderte erbracht hat und gleichwohl die geforderte Leistung nicht erbringt.

  - die Fälle, die auf einer unerlaubten Handlung beruhen nach dem Rechtsgrundsatz fur semper in mora (vgl. §§ 848 f. BGB). Aufgrund von elementaren Gerechtigkeitserwägungen ist derjenige, der rechtswidrig eine Sache erlangt, automatisch in Verzug.
- durch Individualvereinbarung auf eine Mahnung ausdrücklich oder konkludent (beispielsweise im Dokumenteninkasso bei der Vereinbarung englisch „cash against documents“) verzichtet wird (§ 286 Abs. 5 BGB). Die Mahnung kann allerdings nicht durch AGB abbedungen werden (§ 309 Nr. 4 Var. 1 BGB).

### 30-Tage-Frist bei Rechnung über Entgeltforderung
Der Schuldner einer Entgeltforderung kommt – ohne dass er gemahnt werden muss – spätestens 30 Tage nach Fälligkeit und Zugang einer Rechnung (oder gleichwertigen Zahlungsaufstellung) in Verzug (§ 286 Abs. 3 Satz 1 1. HS BGB). In diesem Fall müssen für die Rechnung die entsprechenden Anforderungen der Mahnung eingehalten werden. Ist der Schuldner Verbraucher (§ 13 BGB), muss er auf diese Folge in der Rechnung (oder gleichwertigen Zahlungsaufstellung) besonders hingewiesen worden sein (§ 286 Abs. 3 Satz 1 2. HS BGB). Der Gläubiger kann allerdings den Verzug durch Mahnung früher herbeiführen; genauso tritt der Verzug bei Wegfall der Notwendigkeit der Mahnung bereits früher ein.
Ist der Schuldner kein Verbraucher, tritt der Verzug, insofern eine Rechnung (oder gleichwertigen Zahlungsaufstellung) beim Schuldner zugegangen ist, aber der Zeitpunkt des Zugangs unsicher ist, spätestens 30 Tage nach Fälligkeit und Erhalt der Gegenleistung ein (§ 286 Abs. 3 Satz 2 BGB).

## Verjährung
Eine Mahnung hemmt weder die Verjährung des Anspruchs (§ 203 ff. BGB), noch lässt sie die Verjährung neu beginnen (§ 212 BGB).

## Keine Willenserklärung, sondern eine geschäftsähnliche Handlung
Obwohl es sich bei einer Mahnung nicht um eine Willenserklärung handelt (die Folgen der Mahnung treten nicht aufgrund des Willens des Gläubigers ein, sondern werden durch das Gesetz bestimmt), sondern um eine geschäftsähnliche Handlung, sind die Regelungen für Willenserklärungen analog anwendbar (BGH, 17. April 1967, II ZR 228/64). Das bedeutet, dass die Mahnung eines Geschäftsunfähigen nichtig ist (§ 105 Abs. 1 BGB). Demgegenüber ist die Mahnung eines beschränkt Geschäftsfähigen (ausschließlich rechtlicher Vorteil) mit Zugang beim Schuldner wirksam (§ 107, § 110 BGB).

## Kosten

### Umfang
Mahnkosten stellen als Kosten der Rechtsverfolgung einen Verzugsschaden dar, für den der Gläubiger Schadenersatz verlangen kann (§§ 280 Abs. 1, 2 i. V. m. 286 BGB). Die Kosten der ersten Mahnung sind demnach, solange der Verzug nicht bereits aufgrund der Ausnahmen eingetreten ist, nicht erstattungsfähig, weil der Schuldnerverzug erst mit Zugang dieser Mahnung einsetzt.
Damit Mahnkosten erstattungsfähig sind, muss die mit Kosten verbundene Mahnung aus wirtschaftlicher Sicht eines vernünftig denkenden Gläubigers zweckmäßig und notwendig sein. Erstattungsfähig ist hierbei der materielle Schaden, beispielsweise bei einer als Brief versendeten Mahnung die Material- und Druckkosten sowie das Porto.
Nicht erstattungsfähig ist der Zeitaufwand eines Gläubigers, unabhängig davon ob die Tätigkeit durch eigenes Personal erledigt wird, denn dieser Aufwand wird immer dem Pflichtenkreis des Gläubigers zugerechnet.

### Mahnkostenpauschalen in Allgemeinen Geschäftsbedingungen
Zur zulässigen Höhe gibt es keine ständige höchstrichterliche Rechtsprechung. Insbesondere in der Literatur werden unterschiedliche Auffassungen vertreten. Nach allgemeinen Darlegungs- und Beweislastgrundsätzen trägt jedoch grundsätzlich der Geschädigte die Darlegungs- und Beweislast für Art und Umfang des erlittenen Schadens.
Der Verwender muss deshalb im Rahmen von § 309 Nr. 5 a BGB darlegen und gegebenenfalls beweisen, dass die Pauschale dem typischen Schadensumfang entspricht. Dies ist die vorherrschende Meinung in Rechtsprechung und Literatur. Die Vereinbarung einer Pauschale, die den nach dem gewöhnlichen Lauf der Dinge zu erwartenden Schaden übersteigt, ist unwirksam.
Zu den gewöhnlich zu erwartenden Kosten gehören etwa die Kosten für das Mahnschreiben und die Kosten für das mahnende Personal (ca. 2,50 bis 4 Euro). Eigene Kosten des Gläubigers für die Mahnschreiben oder Besuche beim Rechtsanwalt (lediglich sogenannte Freizeiteinbuße) sind jedoch nicht erstattungsfähig. Darüber hinaus kann der weitere nachgewiesene Verzögerungsschaden wie die Gebühren für einen beauftragten Rechtsanwalt oder Verzugszinsen verlangt werden, wenn sich der Verwender der AGB den Nachweis eines höheren Schadens im Vertrag ausdrücklich vorbehalten hat.
Eine durch Allgemeine Geschäftsbedingungen (AGB) festgesetzte Pauschale von 15 € pro Mahnschreiben wird vom Bundesgerichtshof (BGH) jedenfalls ohne den Beweis besonderer kostensteigernder Umstände für unangemessen und somit unwirksam erachtet.
In der Rechtsprechung der Oberlandesgerichte (OLG) wurden auch bereits niedrigere Mahnkostenpauschalen für überzogen und damit unwirksam erklärt:
- Das Oberlandesgericht München (OLG München) hat 2011 eine Mahnkostenpauschale der Stadtwerke in Höhe von 5,00 € für unwirksam erklärt.[16] Die nach dem gewöhnlichen Lauf der Dinge zu erwartenden Mahnkosten beliefen sich nach Ansicht des OLG München auf lediglich etwas mehr als 1,20 € pro Mahnschreiben.[17]
- Das Oberlandesgericht Hamm (OLG Hamm) hat 1991 eine Mahnkostenpauschale eines Fitness-Studios[18] und eines Sportcenters[19] in Höhe von 5,00 DM für nichtig befunden. Die gewöhnlichen Material- und Portokosten lagen nach Ansicht des Gerichts nicht höher als 2,00 DM.[20]
- Das Hanseatische Oberlandesgericht (OLG Hamburg) hat 1987 ebenfalls eine Mahnkostenpauschale in Höhe von 5,00 DM als unangemessen eingestuft.[21] Damals konnte die beteiligte Bank nur 1,00 DM an Kostaufwand pro Mahnschreiben nachweisen.[21]
- Das Oberlandesgericht Stuttgart (OLG Stuttgart) sah 1988 gleichfalls eine 5,00 DM-Mahnkostenpauschale als unangemessen an.[22]
- Das Oberlandesgericht Köln (OLG Köln) hingegen sah 1987 5,00 DM zuzüglich Portokosten als noch angemessen an.[23] Es berücksichtigte dabei jedoch entgegen der weit überwiegenden Auffassung[24] auch die Kosten für den Betrieb der EDV-Anlage.

Für eine Mahnung wegen einer vollstreckbaren Geldforderung nach dem Verwaltungs-Vollstreckungsgesetz (VwVG) wird eine Mahngebühr in Höhe eines halben Prozents des Mahnbetrages erhoben, mindestens jedoch 5 Euro und höchstens 150 Euro (§ 19 Abs. 2, § 3 Abs. 3 VwVG).